# Министерство регионального развития Израиля
Министерство регионального развития Израиля (ивр. המשרד לשיתוף פעולה אזורי‎) — правительственное учреждение, созданное в 1999 году.

## История создания
Министерство регионального развития Израиля было создано специально для Шимона Переса в подтверждение его заслуг в деле установления мира на Ближнем Востоке. Несмотря на это, задачи министерства были расплывчаты и иногда пересекались с работой министерства иностранных дел и министерства инфраструктуры Израиля. Основной целью министерства было заявлено развитие экономических связей с соседями Израиля — Палестинской автономией, Иорданией, Египтом, Турцией и другими.
Деятельность министерства была приостановлена Ариэлем Шароном в 2003 году и восстановлена Биньямином Нетаньяху в 2009 году.
После выборов 2015 года ведомство получило новое название — министерство по делам регионального сотрудничества и развития общин друзов и черкесов.

## Министры
| Имя                | Партия         | Года                |                                           |
| ------------------ | -------------- | ------------------- | ----------------------------------------- |
| Шимон Перес        | Единый Израиль | 06.07.99 — 07.03.01 | Министерство регионального развития       |
| Ципи Ливни         | Ликуд          | 07.03.01 — 29.08.01 | Министерство регионального развития       |
| Рони Мило          | Партия центра  | 29.08.01 — 28.02.03 | Министерство регионального развития       |
| Сильван Шалом      | Ликуд          | 31.03.09 — 14.05.15 | Министерство регионального развития       |
| Биньямин Нетаньяху | Ликуд          | с 14.05.15          | Министерство регионального сотрудничества |